# 궈싱춘
궈싱춘(중국어: 郭婞淳, 병음: Guō Xìngchún, 한자음: 곽행순, 1993년 11월 26일~)은 중화민국의 역도 선수이다. 올림픽에서 2개의 금메달을, 세계 역도 선수권 대회에서 5개의 금메달을 획득했으며 유니버시아드에서는 2개의 금메달, 아시안 게임에서는 1개의 금메달을, 아시아 역도 선수권 대회에서는 5개의 금메달을 획득했다. 또한 선수 시절에 11번의 세계 신기록을 수립했다.

## 어린 시절
궈싱춘은 1993년에 이란현 뤄둥진에서 태어난 아메이족이며 아메이어 이름은 타나(Tana)이다. 그는 친아버지를 전혀 알지 못했고 어머니가 자주 일했기 때문에 주로 할머니에 의해 성장했다. 그의 이름인 '싱춘'(婞淳)은 중국어로 운이나 사고로 살아남았다는 뜻인 '싱춘'(興春)과 비슷하게 들리기 때문에 그가 태어난 어려운 상황을 암시한다. 궈싱춘은 탯줄이 목에 감겨 있는 채로 태어났는데 그의 어머니도 10시간 넘게 진통을 겪고 있었다고 한다. 그의 가족들은 몇 명의 다른 친척들과 함께 살면서 반복적으로 이사를 했다.
궈싱춘은 중학교 때부터 역도를 시작했고 농구, 육상, 축구를 포함한 많은 스포츠를 즐겼다. 그러다가 고등학교에 다니면서 역도를 전공했고 나중에 푸런 대학을 졸업하게 된다. 싱가포르에서 열린 2010년 하계 청소년 올림픽에서는 여자 역도 -53kg급에 참가했는데 인상 77kg, 용상 97kg, 합계 174kg을 들어올리면서 은메달을 획득하게 된다.

## 경력

### 올림픽
궈싱춘은 2012년 런던 하계 올림픽에서는 여자 역도 -58kg급에 출전하여 종합 6위에 올랐다. 2016년 리우데자네이루 하계 올림픽에서는 여자 역도 -58kg급에 참가했다. 인상에서는 1차 시기에서 102kg을 들어올리는 데에는 성공했으나 2차, 3차 시기에서 105kg을 들어올리지 못했다. 용상에서는 129kg을 들어올리는 데에는 성공했지만 마지막 시기에서 139kg을 들어올리는 데에는 실패했다. 그는 합계 231kg을 들어올렸고 태국의 수깐야 시수랏, 태국의 핌시리 시리깨오에 이어 동메달을 획득했다.
궈싱춘은 2020년 도쿄 하계 올림픽에서 남자 테니스 선수인 루옌쉰과 함께 중화 타이베이 선수단의 개막식 기수를 맡았다. 또한 여자 역도 -59kg급에서 3개의 올림픽 신기록(인상 103kg, 용상 133kg, 합계 236kg)을 들어올리면서 금메달을 획득했다.

### 세계 선수권 대회
궈싱춘은 폴란드 브로츠와프에서 열린 2013년 세계 역도 선수권 대회에서 여자 -58kg급에 참가했다. 그는 인상에서 중국의 덩웨이와 함께 108kg을 들어올렸지만 덩웨이는 0.46kg 더 가벼웠다. 그러나 궈싱춘이 용상 1차 시기에서 133kg을 들어올린 반면에 덩웨이는 3번의 용상 시도에서 모두 실패하고 말았다. 인상과 용상에서 합계 241kg을 기록한 그는 은메달을 획득한 에콰도르의 알렉산드라 에스코바르를 13kg 차로 제치고 금메달을 획득했다.
궈싱춘은 미국 휴스턴에서 열린 2015년 세계 역도 선수권 대회에서 여자 -58kg급에 참가했다. 인상에서는 103kg을 들어올려 4위에 올랐는데 1위를 기록한 아제르바이잔의 보얀카 코스토바는 112kg을 들어올려 인상 세계 기록을 세웠다. 그러다가 용상에서 133kg을 들어올려 동메달을 획득했다.
미국 애너하임에서 열린 2017년 세계 역도 선수권 대회에 참가한 그는 2017년 하계 유니버시아드에서 기록을 세운 다음에 탄탄한 연기를 보여줄 것으로 기대되었다. 그는 -58kg급에서 올림픽 챔피언인 태국의 수깐야 시수랏과 접전을 벌일 것으로 예상했다. 인상에서는 수깐야가 105kg을 들어올렸고 궈싱춘도 똑같이 105kg을 들어올렸다. 두 사람의 승부는 용상에서 결정되었다. 수깐야는 1차 시기에서 120kg, 2차 시기에서 120kg을 들어올리는 데에 성공했는데 궈싱춘은 1차 시기에서 126kg, 2차 시기에서 131kg, 3차 시기에서 135kg을 들어올리는 데에 성공했다. 이로써 그는 올림픽 챔피언이자 은메달리스트인 수깐야 시수랏보다 15kg 앞서 금메달을 획득했다.
2018년에 국제 역도 연맹이 역도 세부 종목을 개편함에 따라 궈싱춘은 투르크메니스탄 아시가바트에서 열린 2018년 세계 역도 선수권 대회에서 새로운 -59kg급에 참가했다. 인상에서는 세계 신기록인 105kg을 들어올렸고 용상에서도 세계 신기록인 132kg을 들어올렸다. 궈싱춘은 세계 신기록인 합계 237kg을 들어올리면서 금메달을 획득했다. 그는 이 대회에서 4개의 시니어 세계 기록을 세웠고 통산 3번째 세계 역도 선수권 대회 우승을 달성했다.
궈싱춘은 태국 파타야에서 열린 2019년 세계 역도 선수권 대회에서 여자 -59kg급에 참가했는데 인상 106kg, 용상 140kg, 합계 246kg을 기록하여 금메달을 획득했다. 특히 용상과 합계에서는 자신의 세계 신기록을 갱신했다. 우즈베키스탄 타슈켄트에서 열린 2021년 세계 역도 선수권 대회에서는 여자 -59kg급에서 인상 100kg, 용상 130kg, 합계 230kg을 기록하여 금메달을 획득했다.

### 아시안 게임
궈싱춘은 대한민국 인천에서 열린 2014년 아시안 게임 직전에 다리에 부상을 입었고 한 달 동안 병원에서 휠체어를 탄 채로 의지했다. 그는 나중에 타이둥 병원에 구급차를 기증하게 된다. 그러한 부상에도 불구하고 2014년 아시안 게임 여자 역도 -58kg급에서 4위(인상 95kg, 용상 124kg, 합계 219kg)를 차지했다.
그는 인도네시아 자카르타-팔렘방에서 열린 2018년 아시안 게임에서 중화 타이베이 선수단의 개막식 기수를 맡았다. 여자 역도 -58kg급에서는 인상에서 105kg을 들어올려 수깐야 시수랏에 2kg 차로 앞섰다. 용상에서는 1차 시기에서 125kg을 들어올려 금메달을 획득했다. 용상 2차 시기에서는 133kg을 들어올리려고 했으나 적재 과정에서 오류가 생겨 130kg을 들어올리는 데에 그쳤다. 용상 3차 시기에서는 143kg을 들어올리려고 했으나 실패했다.

### 유니버시아드
궈싱춘은 러시아 카잔에서 열린 2013년 하계 유니버시아드 여자 역도 -58kg급에서 유니버시아드 신기록인 인상 104kg, 용상 134kg, 합계 238kg을 들어올려 금메달을 획득했다.
궈싱춘은 중화민국 타이베이에서 열린 2017년 하계 유니버시아드에서 여자 역도 -58kg급 금메달을 획득했다. 특히 인상에서는 유니버시아드 신기록인 107kg, 용상에서는 세계 신기록이자 유니버시아드 신기록인 142kg을 들어올렸고 합계에서는 유니버시아드 신기록인 249kg을 달성했다. 그는 유니버시아드에서의 활약에 힘입어 중화민국 정부로부터 경성훈장을 받았고 190만 신 대만 달러를 지역 사회에 기부하게 된다.

### 아시아 역도 선수권 대회
궈싱춘은 대한민국 평택에서 열린 2012년 아시아 역도 선수권 대회 여자 -58kg급에서 인상 98kg, 용상 130kg, 합계 228kg을 들어올려 은메달을 획득했다. 카자흐스탄 아스타나에서 열린 2013년 아시아 역도 선수권 대회 여자 -58kg급에서는 인상 102kg, 용상 134kg, 합계 236kg을 들어올려 금메달을 획득했다. 우즈베키스탄 타슈켄트에서 열린 2016년 아시아 역도 선수권 대회 여자 -58kg급에서는 인상 103kg, 용상 135kg, 합계 238kg을 들어올려 은메달을 획득했다. 투르크메니스탄 아시가바트에서 열린 2017년 아시아 역도 선수권 대회 여자 -58kg급에서는 인상 104kg, 용상 137kg, 합계 241kg을 들어올려 금메달을 획득했다.
궈싱춘은 중국 닝보에서 열린 2019년 아시아 역도 선수권 대회에서 여자 -59kg급에 참가했고 세계 신기록인 합계 243kg을 들어올려 금메달을 획득했다. 특히 인상에서는 2차 시기에서 103kg을 들어올렸고 3차 시기에서는 세계 신기록인 106kg을 들어올렸다. 또한 용상에서는 2차 시기에서 134kg을 들어올렸고 3차 시기에서는 세계 신기록인 137kg을 들어올렸다. 우즈베키스탄 타슈켄트에서 열린 2020년 아시아 역도 선수권 대회에서는 여자 -59kg급에서 세계 신기록인 247kg을 들어올려 금메달을 획득했다. 특히 인상에서는 세계 신기록인 110kg을 들어올렸고 용상에서는 137kg을 들어올렸다.